# Eendracht Meldert
Eendracht Meldert was een Belgische voetbalclub uit Meldert. De club was aangesloten bij de KBVB met stamnummer 6367. Eendracht Meldert speelde enkele seizoenen in de nationale reeksen, maar de club verdween in 2004 in een fusie met TK Meldert tot Verbroedering Meldert.

## Geschiedenis
De club werd opgericht in 1955 als Eendracht Meldert en sloot zich aan bij het Katholiek Sportverbond, een amateurvoetbalbond die met de KBVB rivaliseerde. In juli 1960 maakt Eendracht Meldert de overstap naar de KBVB, waar men stamnummer 6367 kreeg toegekend.
De ploeg bleef verscheidene decennia in de provinciale reeksen spelen, tot men in 1995 voor het eerst promoveerde naar de nationale Vierde Klasse. Eendracht Meldert werd er in zijn eerste seizoen meteen tweede in zijn reeks, op amper een punt van reekswinnaar KFC Eendracht Zele. Meldert mocht zo nog deelnamen aan de promotie-eindronde, maar werd daar in de eerste ronde uitgeschakeld door Wellense SK.
Twee seizoenen later, in 1997/98, kreeg Eendracht Meldert in de reeks het gezelschap van TK Meldert. TK Meldert was een jongere club uit het dorp, opgericht in 1972, die eveneens voor het eerst in zijn bestaan naar de nationale reeksen was gepromoveerd. Eendracht Meldert behaalde in 1997/98 ook opnieuw een plaats in de eindronde, versloeg er KVV Eendracht Aalter, maar werd er in de tweede ronde uitgeschakeld door Verbroedering Denderhoutem.
In 1999 eindigde concurrent TK Meldert als beste ploeg van het dorp. Eendracht Meldert werd op drie na laatste van zijn reeks en moest een eindronde spelen tegen degradatie. Eendracht verloor er van RUS Tournaisienne en Jeunesse Aischoise en zakte zo opnieuw naar de provinciale reeksen na vier seizoenen. In die vier seizoenen had men weliswaar tweemaal meegestreden voor promotie, maar was de club ook voorbijgestoken door dorpsgenoot TK Meldert.
Eendracht Meldert eindigde dit seizoen in Eerste Provinciale meteen weer op een tweede plaats, net na kampioen KFC Red Star Haasdonk, en promoveerde zo in 2000 na één seizoen weer naar Vierde Klasse. Eendracht Meldert belandde zo weer in dezelfde reeks als TK Meldert. De ploeg eindigde zijn eerste seizoen in Vierde Klasse meteen weer als tweede van zijn reeks, opnieuw na het eveneens gepromoveerde Red Star Haasdonk. Opnieuw mocht Eendracht Meldert een eindronde spelen voor promotie. Na een zege tegen KVO Aarschot na strafschoppen, werd Eendracht daar echter uitgeschakeld door SV Wevelgem City.
Het seizoen erop (2001/02) kon Eendracht Meldert opnieuw naar de promotie-eindronde. Ditmaal was Spa FC er te sterk. Ook dorpsgenoot TK Meldert had voor het eerst een plaats in de eindronde behaald, en deze meteen succesvol afgesloten met promotie.
Met Eendracht Meldert ging het echter de andere kant uit. De ploeg eindigde het jaar erop als voorlaatste in zijn reeks en zakte zo in 2003 opnieuw naar de provinciale reeksen. In de nationale reeksen kreeg ook dorpsgenoot TK Meldert een seizoen later het moeilijk.
In 2004 bundelden beide clubs uiteindelijk de krachten. De fusieclub werd Verbroedering Meldert, en ging met stamnummer 8126 van TK Meldert door in Vierde Klasse. Het stamnummer 6367 van Eendracht Meldert werd definitief geschrapt.